# Bahnhof Hama-Tombetsu
Der Bahnhof Hama-Tombetsu (jap. 浜頓別駅, Hama-Tombetsu-eki) ist ein ehemaliger Bahnhof auf der japanischen Insel Hokkaidō. Er befand sich in der Unterpräfektur Sōya auf dem Gebiet der Stadt Hamatombetsu und war von 1918 bis 1989 in Betrieb.

## Beschreibung
Hama-Tombetsu war ein Trennungsbahnhof an der Tenpoku-Linie, die von Otoineppu nach Wakkanai führte. Hier zweigte die Kōhin-Nordlinie nach Kitami-Esashi ab. Der Bahnhof befand sich im Stadtzentrum und war von Norden nach Süden ausgerichtet. Er besaß drei Gleise für den Personenverkehr, die am Hausbahnsteig und an einem Mittelbahnsteig lagen. Letzterer war durch eine gedeckte Überführung mit dem Empfangsgebäude an der Ostseite der Anlage verbunden. Hinzu kamen an der Westseite mehrere Gütergleise, ein kleines Depot und eine Drehscheibe.
Das frühere Empfangsgebäude wurde zu einem Busterminal umfunktioniert. Er wird von der Stadtverwaltung betrieben und von Regional- und Fernlinien der Gesellschaft Sōya Bus bedient. Im zweiten Stockwerk befinden sich die Stadtbibliothek und ein kleines Museum zur Bahngeschichte. Ein großer Teil des früheren Gleisfelds ist heute ein Park, während die einstige Bahntrasse als Radweg genutzt wird.

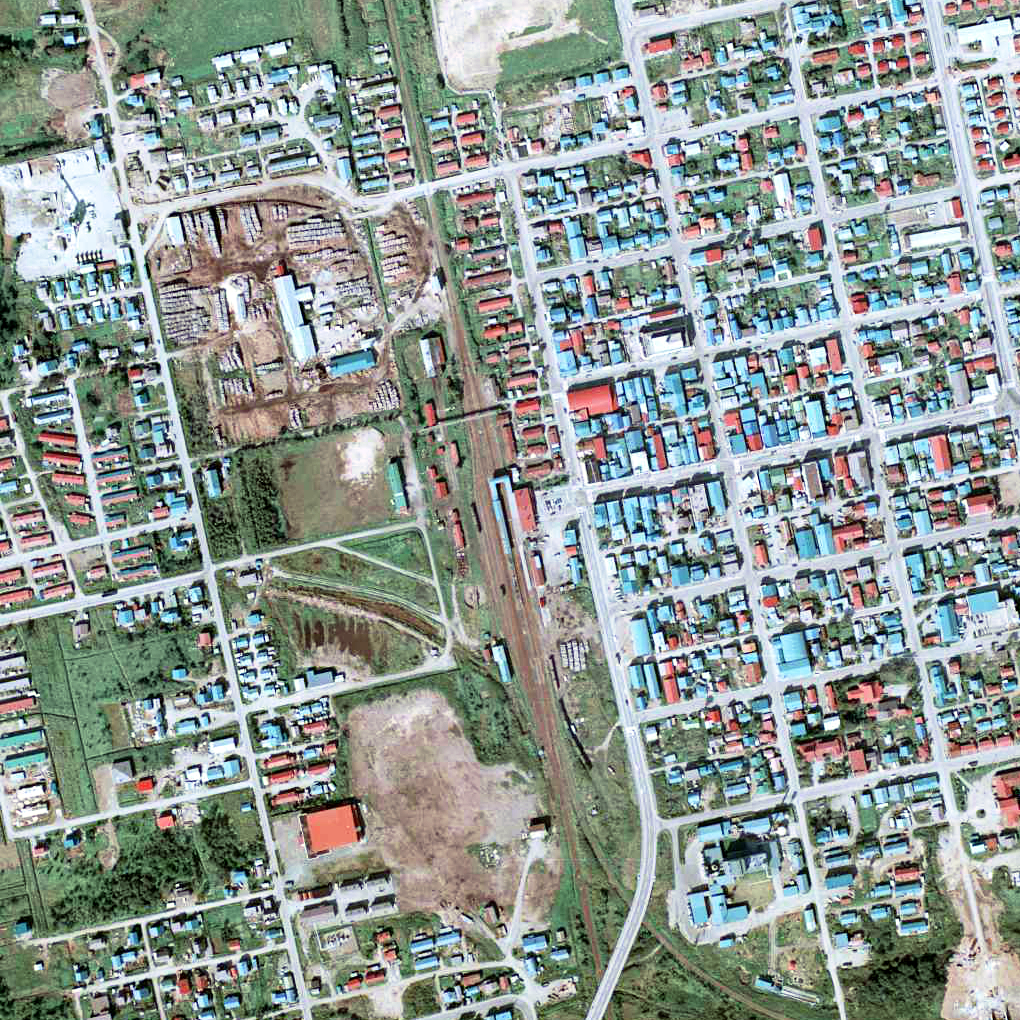
Luftansicht (1977)

## Geschichte
Das Eisenbahnministerium eröffnete den Bahnhof am 25. August 1918, zusammen mit dem Teilstück Naka-Tombetsu–Hama-Tombetsu der Tenpoku-Linie. Der Bahnhof war etwas mehr als ein Jahr lang die nördliche Endstation, bis zur Eröffnung des anschließenden Abschnitts nach Asajino am 1. November 1919. Mit der Eröffnung der Kōhin-Nordlinie am 10. Juli 1936 wandelte sich Hama-Tombetsu von einem Durchgangs- zu einem Trennungsbahnhof. Am 26. August 1942 wurde ein neues Empfangsgebäude in Betrieb genommen, das jedoch bereits am 10. Dezember 1943 niederbrannte; der Wiederaufbau dauerte bis zum 15. August 1944. Zur Unterstützung von Rationierungsmaßnahmen gegen Ende des Pazifikkriegs war der Bahnbetrieb auf der Kōhin-Nordlinie vom 1. November 1944 bis zum 5. Dezember 1945 vorübergehend eingestellt.
Die Japanische Staatsbahn führte ab 1961 einen Schnellzug täglich zwischen Sapporo und Wakkanai über die Tenpoku-Linie, mit Halt in Hama-Tombetsu. 1969 nahm sie eine Renovation des Empfangsgebäudes vor. Aus Kostengründen stellte die Staatsbahn am 1. Februar 1984 den Güterumschlag und die Gepäckaufgabe ein, am 1. Juli 1985 legte sie die Kōhin-Nordlinie still. Im Rahmen der Staatsbahnprivatisierung ging der Bahnhof am 1. April 1987 in den Besitz von JR Hokkaido über. Diese legte etwas mehr als zwei Jahre später, am 1. Mai 1989, auch die Tenpoku-Linie still.